# Toby Scott Ganger
Toby Scott Ganger (quien no debe ser confundido con otro músico estadounidense: Toby Scott) es un actor y rapero estadounidense nacido el 22 de enero de 1982.

## Carrera profesional
Se conoce sobre todo a Ganger por su papel como Edmund, que interpretó cuando era todavía un niño en la película de animación Rock-a-Doodle (En busca del rey sol en España y Amigos inseparables en Hispanoamérica). Rock-a-Doodle, dirigida por Don Bluth y estrenada en 1991, es una película en la que se mezclan secuencias de imágenes reales y secuencias de dibujos animados y en la que Ganger intervino principalmente en la parte de filmación de imagen real. En la película Ganger no cantó, pero sí lo hizo para una de las canciones incluidas en el disco destinado a comercializar la banda sonora. Desde entonces ha sido una estrella invitada en varios programas de televisión de Estados Unidos y ha aparecido en tres películas de la compañía Walt Disney: Mickey's Fun Songs: Let's Go to the Circus (1994), Tom and Huck (1995) y Oveja negra (1996, junto a David Spade y Chris Farley).
Actualmente Ganger se dedica a crear y cantar canciones de rap en la ciudad de Los Ángeles, con el nombre artístico simplificado de «Toby». Ha publicado dos álbumes de este género de música con el grupo de hip hop Inverse: So Far (The Collection) y So True EP. Su primer álbum como solista, Evolutionary, fue lanzado a finales de 2009.